# Project Spark
Project Spark era un videojuego de creación desarrollado por Team Dakota y distribuido por Microsoft Studios que fue lanzado el 10 de octubre de 2014 para Microsoft Windows y Xbox One.

## Características
Podremos crear nuestras propias historias y escenarios para jugar o para que lo jueguen otros jugadores descargándolo desde la comunidad. Se podrá elegir el tipo de terreno, los objetos que habrá encima (Casas, vallas, postes, árboles, etcétera), enemigos, etcétera. El jugador podrá usar el mando de la Xbox, el teclado y el ratón, dispositivos táctiles, Kinect y SmartGlass para jugar. El Kinect será usado para animar a los modelos y para grabar audio. Los entornos creados pueden contener montañas, ríos y ciudades. El jugador podrá crear eventos como una batalla. Los objetos creados también podrán ser compartidos con los otros jugadores. Los jugadores podrán elegir empezar en un mapa en blanco o en un mapa pre-diseñado. Sin embargo, siempre se tienen las herramientas para modificar la vida topográfica, la flora, la fauna y programar los efectos que tienen algunos objetos.